# Камышлы (Благоварский район)
Камышлы (баш. Ҡамышлы) — деревня в Благоварском районе Башкортостана, относится к Удрякбашевскому сельсовету. 

## Население
| 2002 | 2009 | 2010 |
| ---- | ---- | ---- |
| 1    | ↗6   | ↘3   |

Согласно переписи 2002 года, преобладающая национальность — башкиры (100 %).

## Географическое положение
Расстояние до:
- районного центра (Языково): 15 км,
- центра сельсовета (Удрякбаш): 5 км,
- ближайшей ж/д станции (Благовар): 2 км.

## Известные уроженцы
- Асаев, Раис Бадыгутдинович — Герой Социалистического Труда.